# Baboszewo
Baboszewo – wieś sołecka w Polsce położona w województwie mazowieckim, w powiecie płońskim, w gminie Baboszewo.

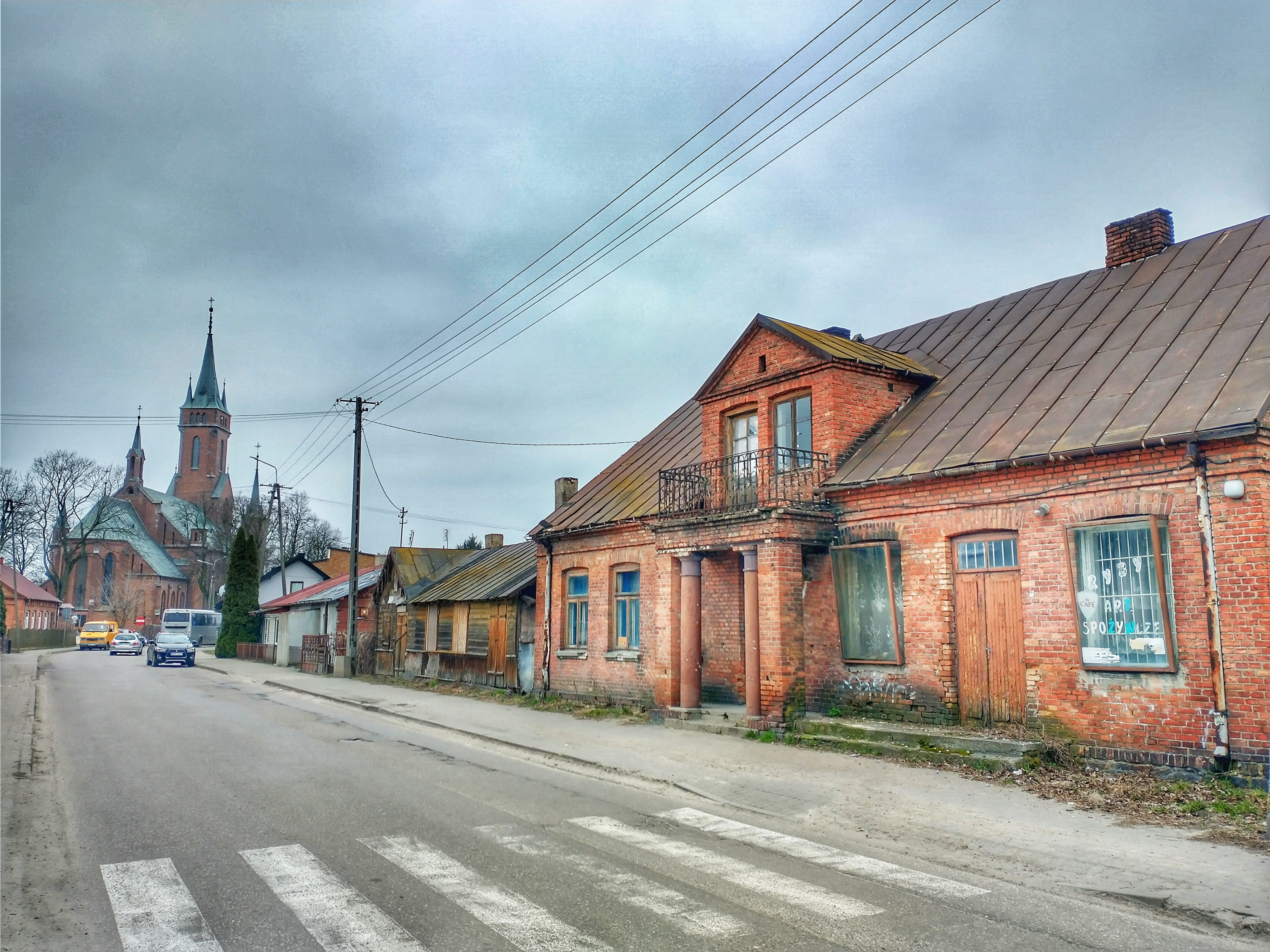
Centrum wsi i kościół

W latach 1954–1972 wieś należała i była siedzibą władz gromady Baboszewo. W latach 1975–1998 miejscowość administracyjnie należała do województwa ciechanowskiego.
Baboszewo położone jest w południowo-zachodniej części gminy Baboszewo – jest siedzibą władz samorządowych gminy oraz największą pod względem liczby ludności i obszaru miejscowością w gminie. Obejmuje powierzchnię 663 ha i ma zwartą zabudowę.
Przez teren Baboszewa przebiega droga powiatowa Płońsk – Raciąż, stanowiąca połączenie z miastem powiatowym Płońsk, Baboszewo – Dzierzążnia, Baboszewo – Dłużniewo oraz linia kolejowa nr 27 (Nasielsk – Sierpc) z przystankiem Baboszewo.

## Zabytki i miejsca pamięci
We wsi znajduje się neogotycki, zabytkowy kościół z cegły i granitu ze strzelistą wieżą. Wpisany do rejestru zabytków decyzją z 25 listopada 1970 r. (pod nr A-156).
Oznaczone są miejsca pamięci z okresu walki z bolszewikami z 1920 roku na cmentarzu oraz z czasów okupacji hitlerowskiej przy kościele parafialnym.